# Verticordia sieberi
Verticordia sieberi là một loài thực vật có hoa trong Họ Đào kim nương. Loài này được Diesing ex Schauer miêu tả khoa học đầu tiên năm 1841.